# Oglasa notabilis
Oglasa notabilis är en fjärilsart som beskrevs av Walker 1864. Oglasa notabilis ingår i släktet Oglasa och familjen nattflyn. Inga underarter finns listade i Catalogue of Life.